# Andrés Aramburú Sarrio
Andrés Avelino Aramburú Sarrio (Lima, Perú, 10 de noviembre de 1845-22 de mayo de 1916) fue un periodista y político peruano. 
Fundador y director del diario La Opinión Nacional, que se editó en Lima de 1873 a 1914, siendo el más importante diario del Perú a principios del siglo XX, junto con El Comercio y La Prensa.
De personalidad vigorosa, Aramburú dio a su diario una marcada orientación de estilo estadounidense y fue considerado en su momento como una importante figura del periodismo sudamericano. En su país fue apreciado por su acendrado patriotismo y por su honradez política. Fue padre de Andrés Avelino Aramburú Salinas, que siguió sus pasos en la profesión periodística, y de José Félix Aramburú Salinas, que fue diplomático y político.

## Biografía
Hijo del trujillano José Félix Aramburú y Vega-Bazán y de la limeña Petronila Sarrio y Pozo. Fue el mayor de 19 hermanos.
Estudió sucesivamente en el Instituto Preparatorio y en el Convictorio de San Carlos. Luego cursó leyes en la Universidad Mayor de San Marcos, donde se graduó de bachiller, licenciado y doctor en Jurisprudencia, con tesis sobre «Origen del castigo», «Fin de la pena de muerte» y «Pena de muerte», respectivamente (1868).
Se casó con Agripina Salinas y Cossío, hija del alcalde de Lima y acaudalado hacendado Antonio Salinas y Castañeda.[cita requerida]
Pese a la oposición de su madre, se inclinó por el periodismo, empezando como colaborador eventual del diario El Comercio de Lima (1863). Luego editó con sus compañeros de aula una hoja de vida efímera, La Voz del Patriotismo, a raíz del entusiasmo patriótico suscitado por la agresión de la Escuadra Española del Pacífico (1865).
Seguidamente se desempeñó como redactor de El Nacional (1865), periódico fundado por un grupo de escritores liberales. Participó a favor de la campaña presidencial de Manuel Pardo y Lavalle, entre los años 1871 y 1872.
Ya bajo el gobierno de Manuel Pardo, fundó el diario La Opinión Nacional. Dicho diario, que apareció por primera vez el 1 de diciembre de 1873 y duró más de cuatro décadas, se convirtió en uno de los más importantes del Perú y de Sudamérica.
Desde las páginas de La Opinión Nacional, tuvo una activa participación en la política peruana. Apoyó al gobierno de Manuel Pardo (1872-1876) y enfrentó a la oposición representada por los diarios La Patria y La Sociedad. Pero su apoyo no se limitó a la pluma, sino que se hizo voluntario de la Guardia Nacional y luchó contra la rebelión de Nicolás de Piérola, que culminó con la derrota de este caudillo en la batalla de Los Ángeles (1874).
En 1879 se declaró opositor de una eventual guerra con Chile, pero cuando ésta fue declarada, defendió la causa de su país con gran elocuencia y entró en polémica vigorosa pero respetuosa con la prensa del país adversario.
Durante la defensa de Lima, se incorporó como soldado raso en la reserva del Ejército Peruano y peleó en la batalla de Miraflores (1881). Luego pasó a ser secretario del presidente Francisco García Calderón, y posteriormente, respaldó la autoridad del contralmirante Lizardo Montero.
En 1882 fue apresado y desterrado a Chile, siendo confinado en Chillán. De regreso en el Perú, en 1883, apoyó al general Miguel Iglesias, partidario de la paz con Chile. En 1884 formó parte de la Asamblea Constituyente convocada por el presidente Miguel Iglesias luego de la firma del Tratado de Ancón que puso fin a la Guerra del Pacífico. Esta asamblea no sólo ratificó dicho tratado sino también ratificó como presidente provisional a Miguel Iglesias, lo que condujo a la Guerra civil peruana de 1884-1885.
Junto con Manuel Tovar, representó al gobierno de Iglesias para lograr un entendimiento con el general Andrés A. Cáceres, durante la guerra civil de 1884-1885. Pero una vez que Cáceres accedió a la presidencia del Perú, le brindó su apoyo desde La Opinión Nacional y se afilió a su partido (1886), al que fue leal por el resto de sus días.
Elegido diputado por Lima en 1892, se opuso obstinadamente a la revolución pierolista contra Cáceres, recordando los cuestionamientos que tenía Piérola por el contrato Dreyfus y por su actuación en la guerra con Chile.
Su casa fue asaltada por los montoneros pierolistas, luego de la toma de Lima, entre el 17 y el 18 de marzo de 1895. Iniciado el gobierno constitucional de Nicolás de Piérola, continuó oponiéndose a este caudillo. No obstante, Piérola, al terminar su gobierno, reconoció los servicios que Aramburú había prestado a la nación.
Luego se consagró exclusivamente a su labor periodística y continuó pulsando la vida política del Perú, no solo a través de sus vibrantes editoriales, sino en una columna, festiva y mordaz a la vez, titulada «Mentiras y candideces», que fue muy celebrada por sus lectores. En las calles de Lima, los canillitas pregonaban así su periódico: «La Opinión Nacional con editorial del doctor Aramburú». Patriota ferviente, acuñó en su diario el siguiente apotegma: «Nadie tiene razón contra el Perú». Otra faceta interesante de su personalidad fue su afecto hacia los obreros, en especial los obreros gráficos.
Ya anciano, dejó la dirección de su diario y se retiró en 1914. Llegó a celebrar sus bodas de oro como periodista.

## Publicaciones
Publicó:
- Una palabra al Congreso (1872)
- La candidatura Pardo (1872)
- Lo que se ve y lo que no se ve. Ojeada sobre los principales actos económicos del gobierno civil (1874).

Dejó inédito:
- Diario del destierro (dos cuadernos), dirigido a su esposa durante el tiempo que estuvo como prisionero de guerra en Chile (1882-1883). Si bien es de índole familiar y de confidencia amorosa, contiene también descripciones y observaciones de su recorrido por las ciudades chilenas, hasta su arribo a Chillán donde se reunió con otros compatriotas desterrados como Juan Ignacio Elguera, Manuel Candamo, José Antonio García y García y Ramón Ribeyro.